# Мансанильо (муниципалитет)
Мансани́льо (исп. Manzanillo) — муниципалитет в Мексике, в штате Колима, с административным центром в одноимённом городе. Численность населения, по данным переписи 2010 года, составила 191 031 человек.

## Общие сведения
Название Manzanillo происходит от названия растущего здесь ядовитого манцинеллового дерева
Площадь муниципалитета равна 1350,9 км², что составляет 24 % от общей площади штата, а наиболее высоко расположенное поселение Эль-Метате находится на высоте 778 метров.
Он граничит с другими муниципалитетами штата Колима: на севере с Минатитланом, на востоке с Кокиматланом и Армерией, также на севере и западе граничит с другим штатом Мексики — Халиско, а на юге и западе омывается водами Тихого океана. Также к территории муниципалитета относится несколько островов в Тихом океане.

## Учреждение и состав
Муниципалитет был образован 17 июня 1873 года, по данным 2020 года в его состав входит 151 населённый пункт, самые крупные из которых:
| Код INEGI                  | Населённый пункт                                                                                    | Численность населения (2005 год) | Численность населения (2010 год) | Численность населения (2020 год) |
| -------------------------- | --------------------------------------------------------------------------------------------------- | -------------------------------- | -------------------------------- | -------------------------------- |
| 007                        | Всего                                                                                               | 137842                           | 161420                           | 191031                           |
| 0001                       | Мансанильо (исп. Manzanillo) 19°03′12″ с. ш. 104°18′59″ з. д. (административный центр)              | 110728                           | 130035                           | 159853                           |
| 0021                       | Эль-Коломо (исп. El Colomo) 19°03′36″ с. ш. 104°15′29″ з. д.                                        | 8940                             | 10255                            | 9664                             |
| 0044                       | Халипа (исп. Jalipa) 19°07′13″ с. ш. 104°16′04″ з. д.                                               | 1661                             | 2186                             | 2642                             |
| 0011                       | Камотлан-де-Мирафлорес (исп. Camotlán de Miraflores) 19°13′07″ с. ш. 104°14′03″ з. д.               | 1654                             | 1778                             | 1986                             |
| 0094                       | Венустиано-Карранса (Куалата) (исп. Venustiano Carranza (Cualata)) 19°00′39″ с. ш. 104°06′34″ з. д. | 1100                             | 1503                             | 1603                             |
| 0020                       | Ла-Сентраль (исп. La Central) 19°08′30″ с. ш. 104°26′15″ з. д.                                      | 1099                             | 1317                             | 1544                             |
| 0058                       | Эль-Наранхо (исп. El Naranjo) 19°07′42″ с. ш. 104°24′59″ з. д.                                      | 1436                             | 1480                             | 1408                             |
| 0049                       | Лас-Хунтас (исп. Las Juntas (La Floreña)) 19°03′19″ с. ш. 104°13′27″ з. д.                          | 778                              | 884                              | 1048                             |
| —                          | Прочие                                                                                              | 10446                            | 11982                            | 11283                            |
| Названия на карте Генштаба | |                                  |                                  |                                  |

## Экономическая деятельность
По статистическим данным 2000 года, работоспособное население занято по секторам экономики в следующих пропорциях:
- сельское хозяйство, животноводство и рыбная ловля — 9,6 %;
- промышленность и строительство — 19,7 %;
- торговля, сферы услуг и туризма — 67,6 %;
- безработные — 3,1 %.

## Инфраструктура
По статистическим данным 2020 года, инфраструктура развита следующим образом:
- электрификация: 99,3 %;
- водоснабжение: 94,2 %;
- водоотведение: 99,3 %.

## Фотографии
| - Отели на побережье Тихого океана - Остров Сан-Бенедикто - Церковь в Мансанильо - Военные корабли в порту Мансанильо |